# Sokolnictví
Sokolnictví je zvláštní způsob lovu pomocí vycvičených dravců, především sokolů, jestřábů a orlů. Jedná se o tradiční oblast lovectví, která používá své vlastní metody, úlovky a filozofii. Člověk, který tuto činnost vykonává, se nazývá sokolník. Od roku 2010 je české sokolnictví zapsáno organizací UNESCO na seznamu Mistrovských děl ústního a nehmotného dědictví lidstva.

## Historie

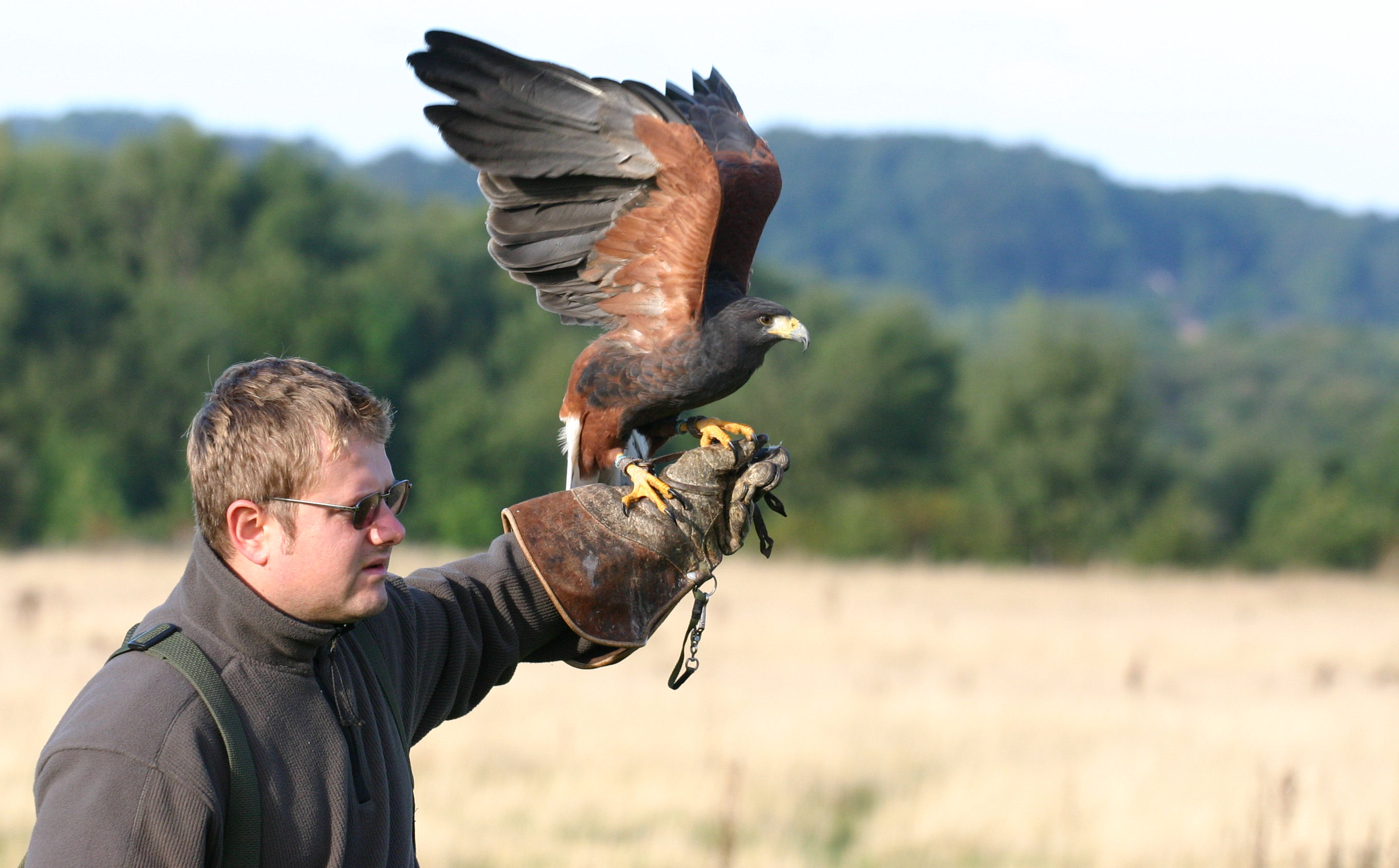
Sokolník s dravcem

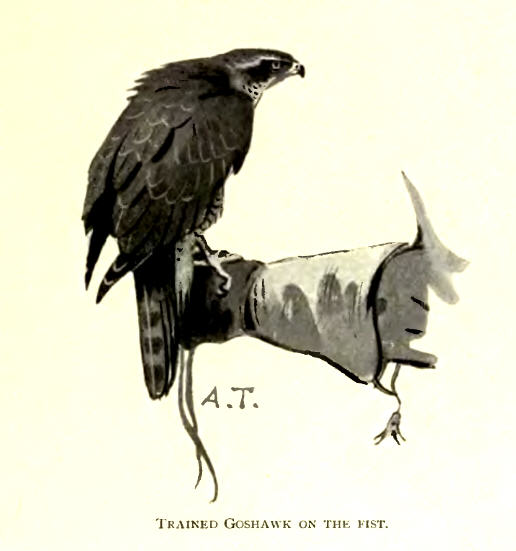
Dravec na rukavici

### Starověk a středověk

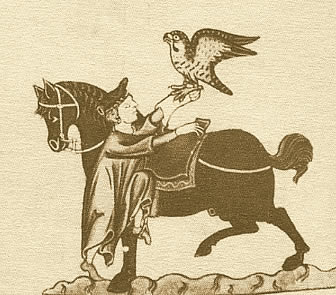
Kresba z roku 1248 zobrazující Fridricha II., vášnivého sokolníka své doby, se sokolem stěhovavým

Kde sokolnictví vzniklo, není přesně známo. Domníváme se však, že sokolnictví vzniklo někde ve stepích jižní Asie, kde byly pro jeho vznik výborné podmínky, ke kterým neodmyslitelně patří otevřená krajina středoasijských stepí. To dokládá i několik pramenů z doby druhého tisíciletí před n. l., které pocházejí z oblastí Indie a Íránu. Během 1. tisíciletí př. n. l. se sokolnictvím začali zabývat Arabové, Číňané a kočovné národy Střední Asie. Právě kočovníkům slouží sokolnictví dodnes k lovu kožešinové i jiné zvěře, zatímco v ostatních zemích se stalo sokolnictví zábavou šlechticů a panovníků.
O používání sokolnictví v období antického Řecka a Říma se žádné prameny nezmiňují, existuje jen stručná zmínka o pokusu syna císaře Avita o zavedení sokolnictví v Římě v 5. stol. n. l., který však neuspěl. V antickém období se sokoly či jestřáby lovili i Thrákové a Sarmaté, avšak informace o něm jsou velmi kusé. Do střední Evropy proniklo sokolnictví prokazatelně na konci 4. století. n. l. se Sarmaty a Germány. V téže době se z Číny rozšířilo do Japonska, kde se jím s oblibou zabývali samurajové. Od 6. století je sokolnictví pomalu zaváděno v říších Ostrogótů, Vizigótů, Franků a v dalších evropských zemích, především na dvorech panovníků a vyšší šlechty, kde sloužilo k zábavě. U nižší vrstvy obyvatel bylo sokolnictví využíváno jako zdroj potravy, záhy však bylo poddaným zakazováno. Od poloviny prvního tisíciletí existovaly právní předpisy, které upravovaly lov a nakládání s dravci. Krádeže a nezákonný odchyt sokolnických dravců byly tvrdě trestány, např. v Anglii za Eduarda III. či za Tudorovců dokonce oběšením. V českých zemích je sokolnictví doloženo již ve velkomoravském období.
V 10. století bylo sokolnictví rozšířeno již ve všech evropských, asijských a severoafrických zemích a chovy dravců (především sokolů a rarohů) se staly samozřejmostí na každém panovnickém dvoře. Sokolnictví ve středověku, zejména v raném, hrálo významnou politickou i ekonomickou roli a zanechalo výrazné stopy v různých národních kulturách (pověsti, legendy, poezie, výtvarné umění). Dravci vhodní pro sokolnictví začali být předmětem obchodování a značně po nich rostla poptávka. Zvlášť oblíbení byli bílí rarozi lovečtí, které chytali sokolníci ze Skandinávie na Islandu a v Grónsku. Bývali používáni jako panovnický dar, obchodní artikl nebo výkupné za zajatce při jednání evropských panovníků s byzantskými a muslimskými vládci. K významnému rozvoji sokolnictví došlo také v období křížových výprav, při kterých bylo zjištěno mnoho užitečných informací, např. používání čepiček k zastínění zraku dravce. Posléze začaly vznikat první evropské spisy o sokolnictví, z nichž nejznámější jsou De arte venandi cum avibus od římskoněmeckého císaře Fridricha II. z poloviny 13. století nebo spis anglické abatyše Juliany Berners z 15. století.
Lov s dravci představoval až do 17. století významnou součást loveckých způsobů u šlechty v celé střední a západní Evropě a také v Rusku, kde se těšilo mimořádné přízni samotných carů, např. Alexeje I. Za vlády cara Alexeje byla v Moskvě sokolníkům vyhrazena celá čtvrť v místech, kde se dnes nachází park Sokolniki. V souladu s tehdejším právem byli sokolníky téměř výlučně panovníci a šlechta. V 18. století dochází na západ od Ruska k prudkému úpadku sokolnictví danému zdokonalováním střelných zbraní používaných k lovu a kvůli vzrůstající oblibě parforsních honů. Úpad sokolnictví byl dán také celospolečenským vývojem a postupným zánikem feudalismu. Pouze v Nizozemí se sokolnictví udrželo až do 19. století. Naproti tomu v Íránu, arabských zemích a severní Africe se sokolnictví udrželo dodnes, především mezi vyššími vrstvami. Až do dnešních dnů se téměř v původní podobě zachovalo sokolnictví v Kirgizii, Kazachstánu a v některých oblastech Číny, kde kromě sokolů a jestřábů užívají sokolníci také orly. Sokolnictvím se zabývá i prosté obyvatelstvo a loví s dravci různá zvířata, např. sviště, zajíce a lišky pro maso a kožešinu. S pomocí orlů loví Kyrgyzové a Kazaši dokonce gazely, sajgy a vlky.

## Sokolnictví obecně

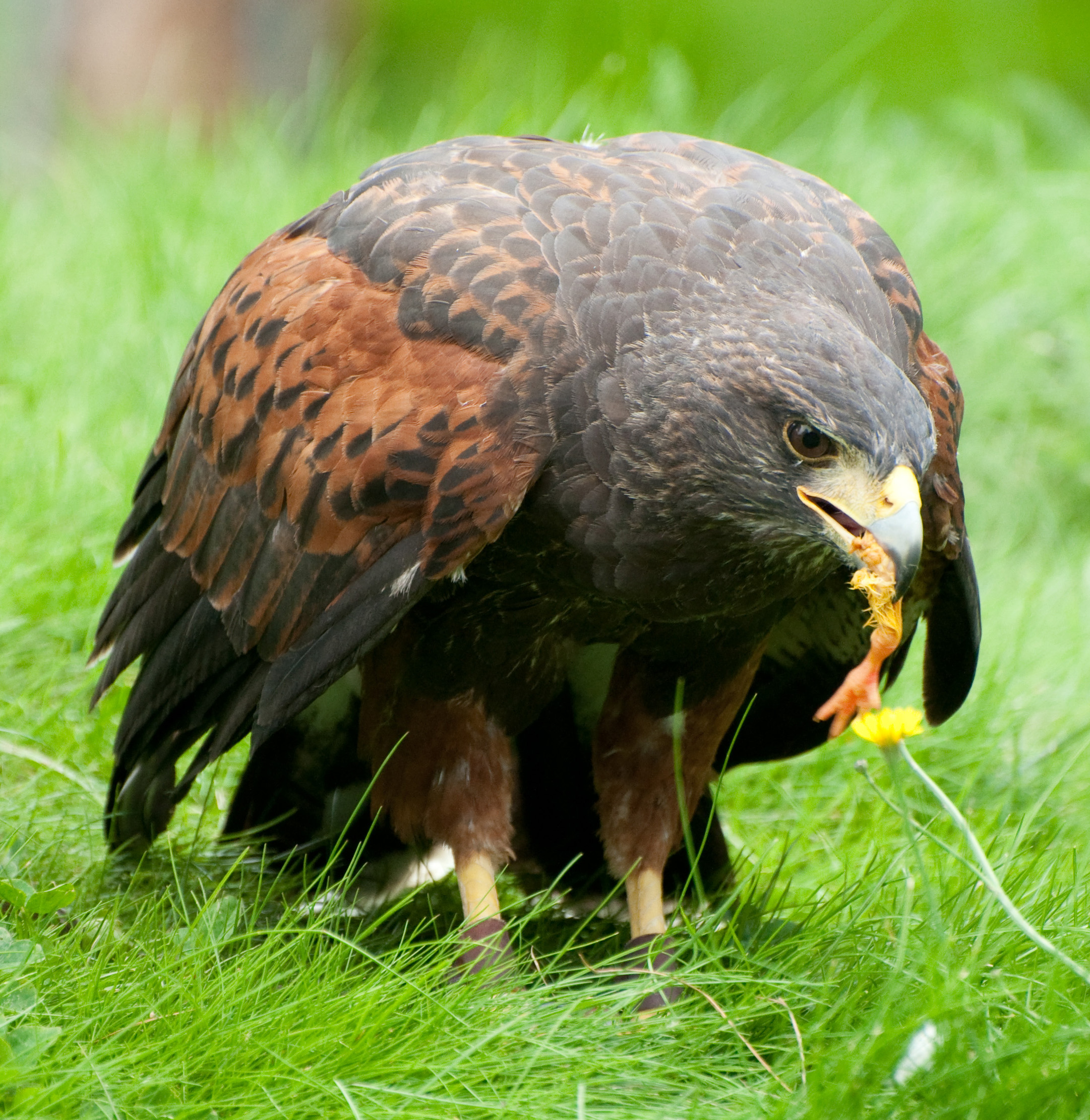
Káně Harrisova při krmení

### Dělení dravců v sokolnictví
Sokolníci dělí dravce podle jejich způsobu lovu na dvě skupiny.
- Dravci nízkého letu, kteří vyhlídnutou kořist loví tak, že se v dostatečné vzdálenosti od kořisti spustí dolů a ke kořisti se přibližují letem nízko nad zemí, přičemž využívají zastínění trávou nebo terénem tak, aby je kořist zaznamenala co nejpozději a neměla čas k úniku. Takto loví jestřábi, káně a také často orli.
- Dravci vysokého letu, kteří loví kořist z výšky, někdy také střemhlavým letem. Do této skupiny patří všichni sokolovití dravci, např. ostříž, raroh lovecký, raroh velký či sokol stěhovavý.
- Orli, kteří loví plachtěním a pak svou kořist pronásledují. Nová, někde ještě nestála skupina o dělení sokolnických dravců. Nejčastěji používaný je orel skalní.

### Krmení
Dravci používaní v sokolnictví se krmí podle aktivity, která je spojena reprodukčním cyklem. Ke krmení se využívají uměle odchovaní potkani, křepelky, holubi, kuřata a králíci, někdy i jiná zvířata, ale vždy z veterinárně ošetřených zdrojů.

### Chovná komora
V chovné komoře je vždy chován jeden pár dravců. Stavba má plné obvodové zdi, případně je jedna strana otevřena a opatřena mříží. Strop komory je pokryt z části střechou a z části sítí, aby mohly do komory pronikat sluneční paprsky a déšť. Komora je konstruována tak, aby měli dravci v jakoukoli denní hodinu přístup do stínu a sami si mohli určovat podmínky pobytu. Rozměry komor pro středně velké dravce se pohybují kolem 5 × 3 × 3 metru. Menší dravci hnízdí v komorách menších a naopak např. orlům vyhovují komory větší. Komora je zevnitř vybavena jednou nebo dvěma hnízdními plošinami, krmicími plošinami a různými větvemi a odsedávkami, jejichž tvar a velikost záleží na druhu dravce, který je v komoře chován. Dále je v komoře umístěna nádoba s vodou.

### Pomůcky pro výcvik dravce
K zajištění správného výcviku dravce je nezbytná řada pomůcek, tzv. sokolnická výstroj. Výstroj dravce tvoří chvatová pouta, obratlík, dloužec, rolničky, eventuálně jangoli (orientální výstroj jestřábů a krahujců) a čepička. Sokolnickými potřebami jsou sokolnická rukavice, brašna, vábítko, cvičná příletová šňůra a posedy pro dravce. Také se často používá telemetrie (vysílačky) – pomocí přijímače lze dravce i na poměrně velkou vzdálenost celkem snadno a rychle nalézt. Objevují se také novinky v materiálech používaných na výrobu pomůcek, takže tradiční kůže bývá nahrazována lehkými umělými vlákny.

## Sokolnictví v Česku
Sokolníci v Česku se sdružují v Klubu sokolníků Českomoravské myslivecké jednoty. Aby se člověk mohl stát sokolníkem, musí nejprve složit myslivecké zkoušky a poté zkoušky sokolnické. Navíc před složením těchto zkoušek musí byt uchazeč minimálně rok adeptem jak u myslivců, tak u sokolníků.

## Galerie

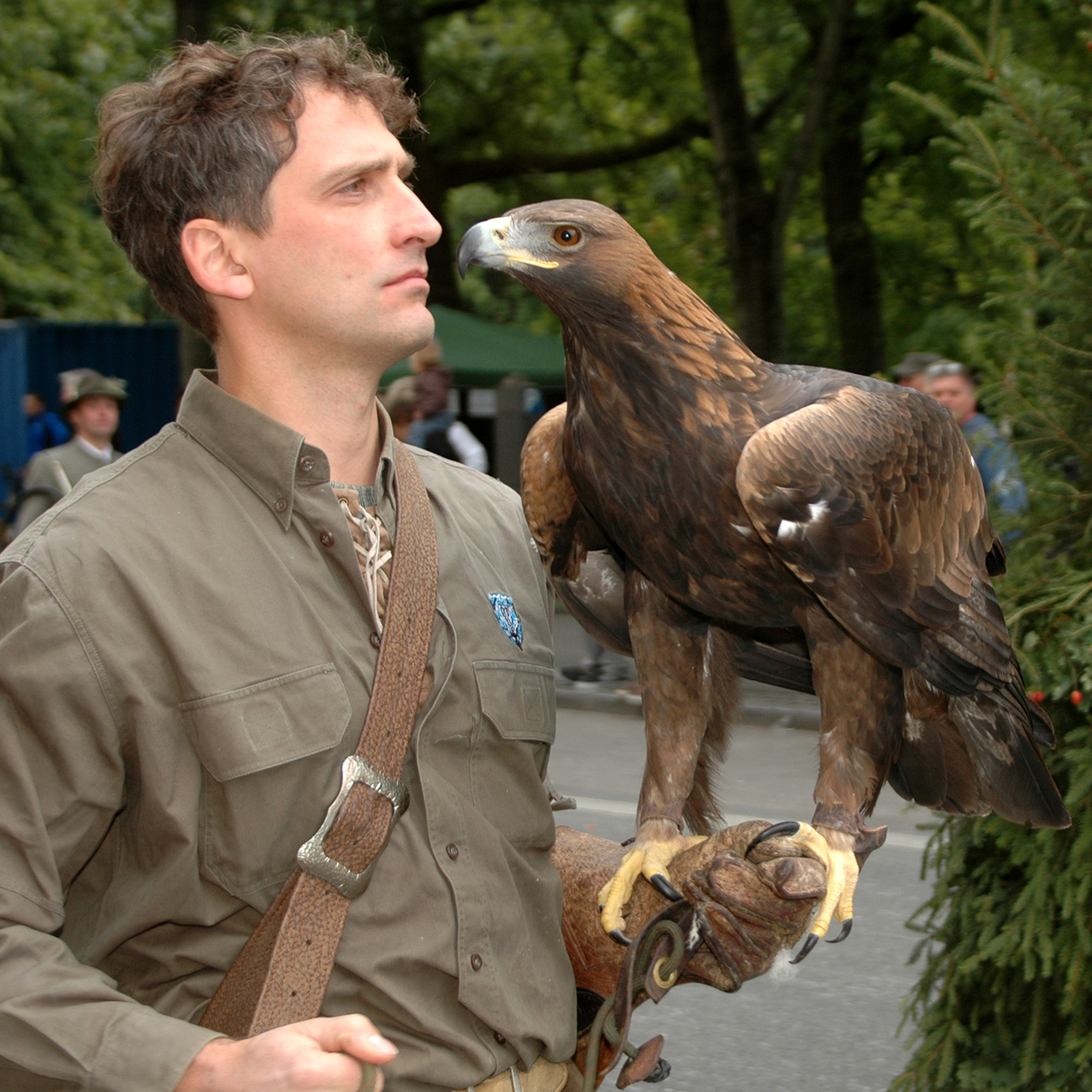
Sokolník s orlem skalním na rukavici
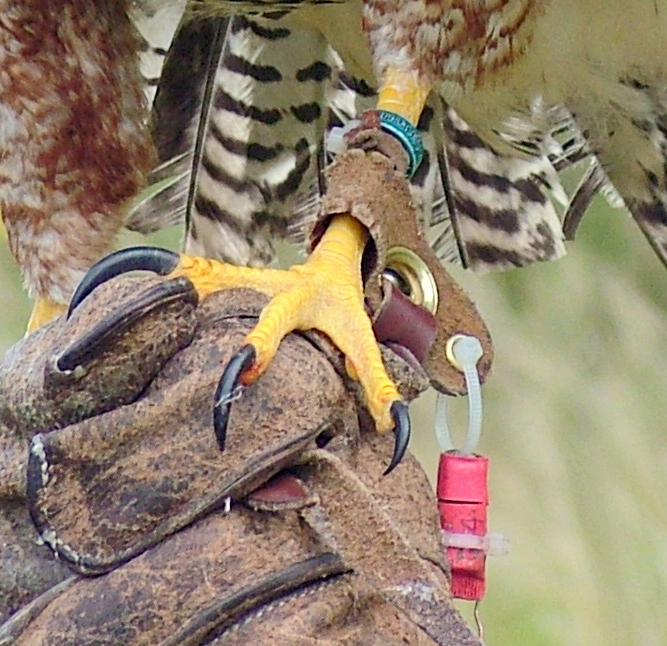
Okroužkovaný dravec
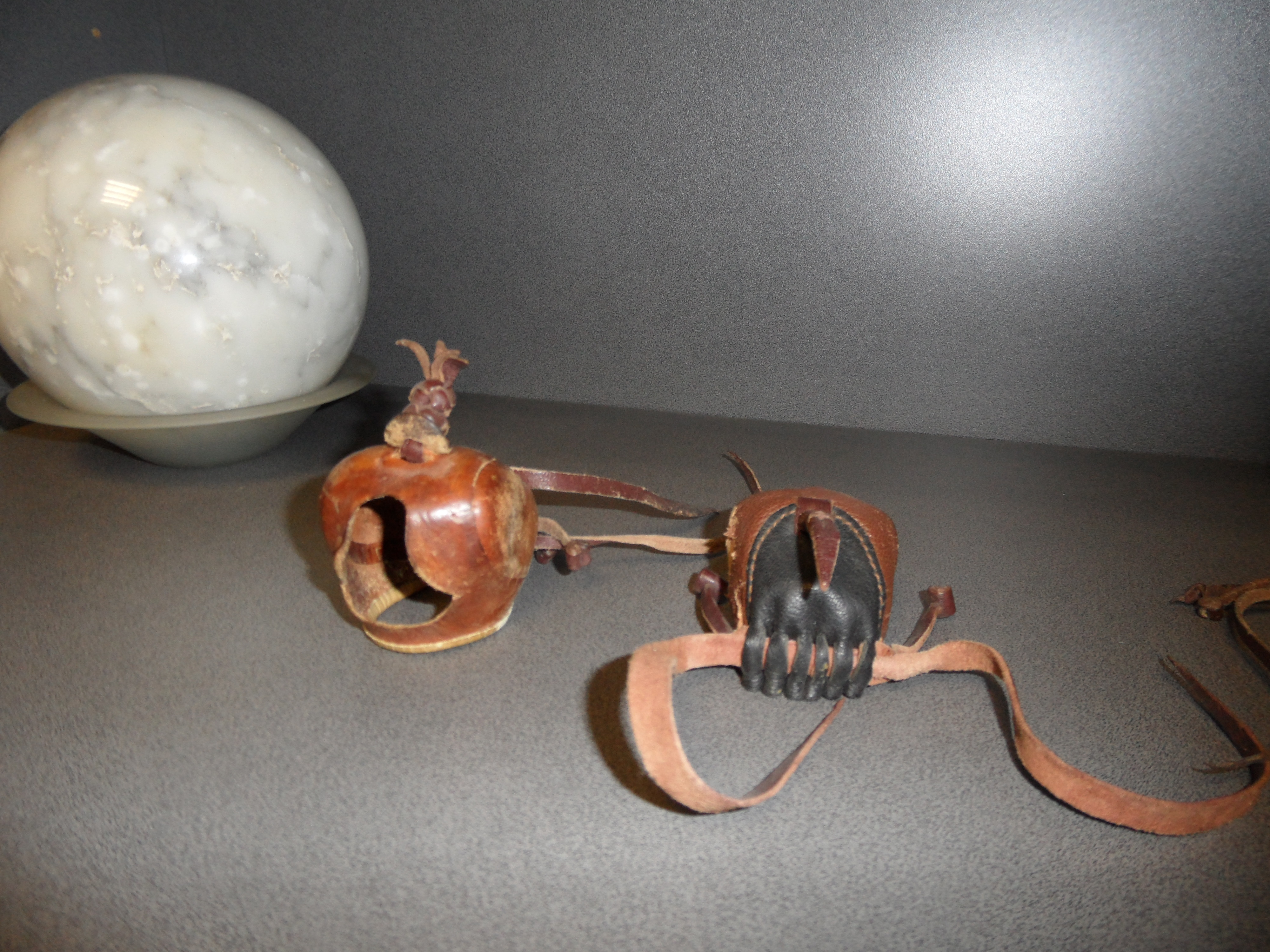
Sokolnické čepičky
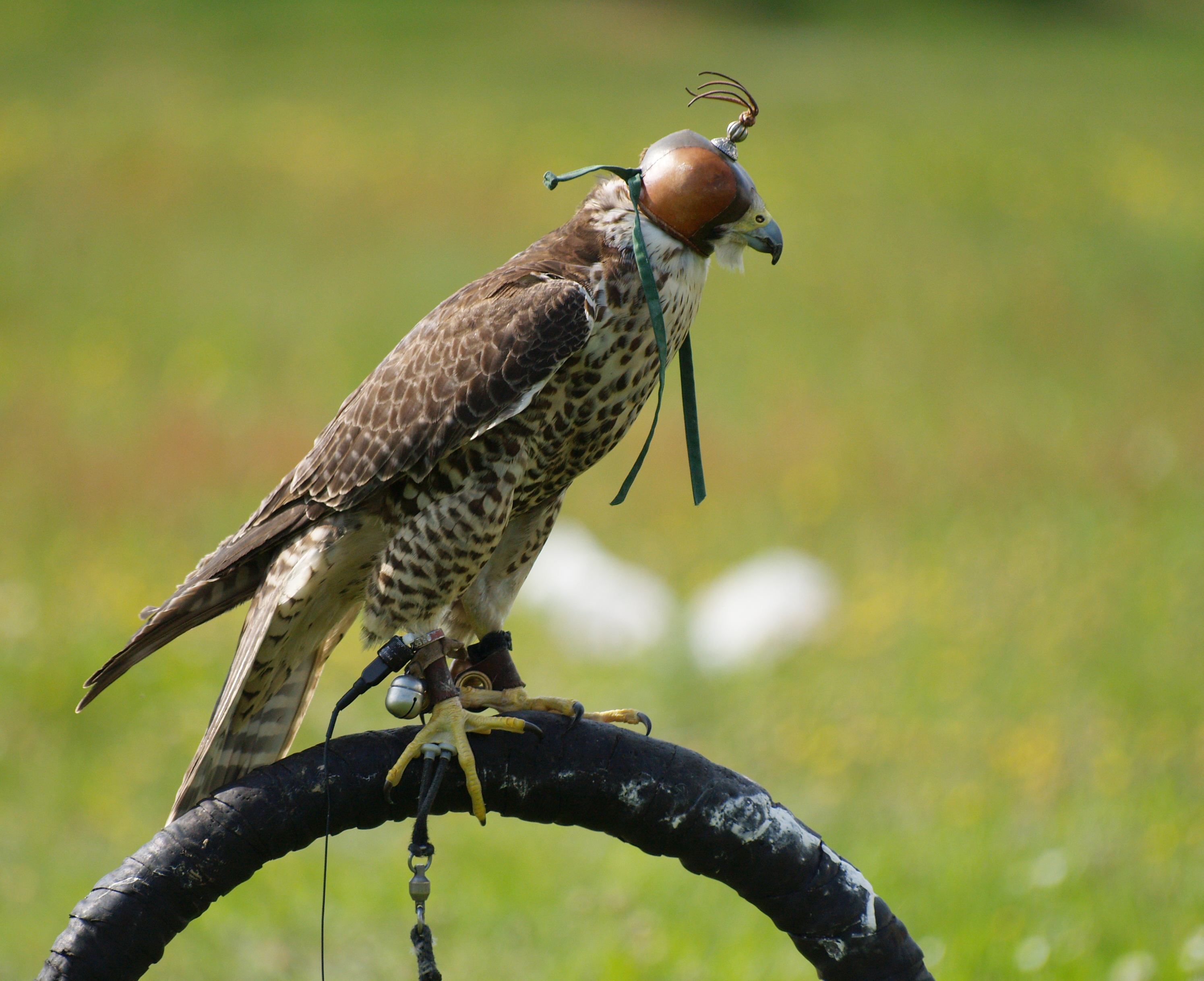
Raroh s čepičkou
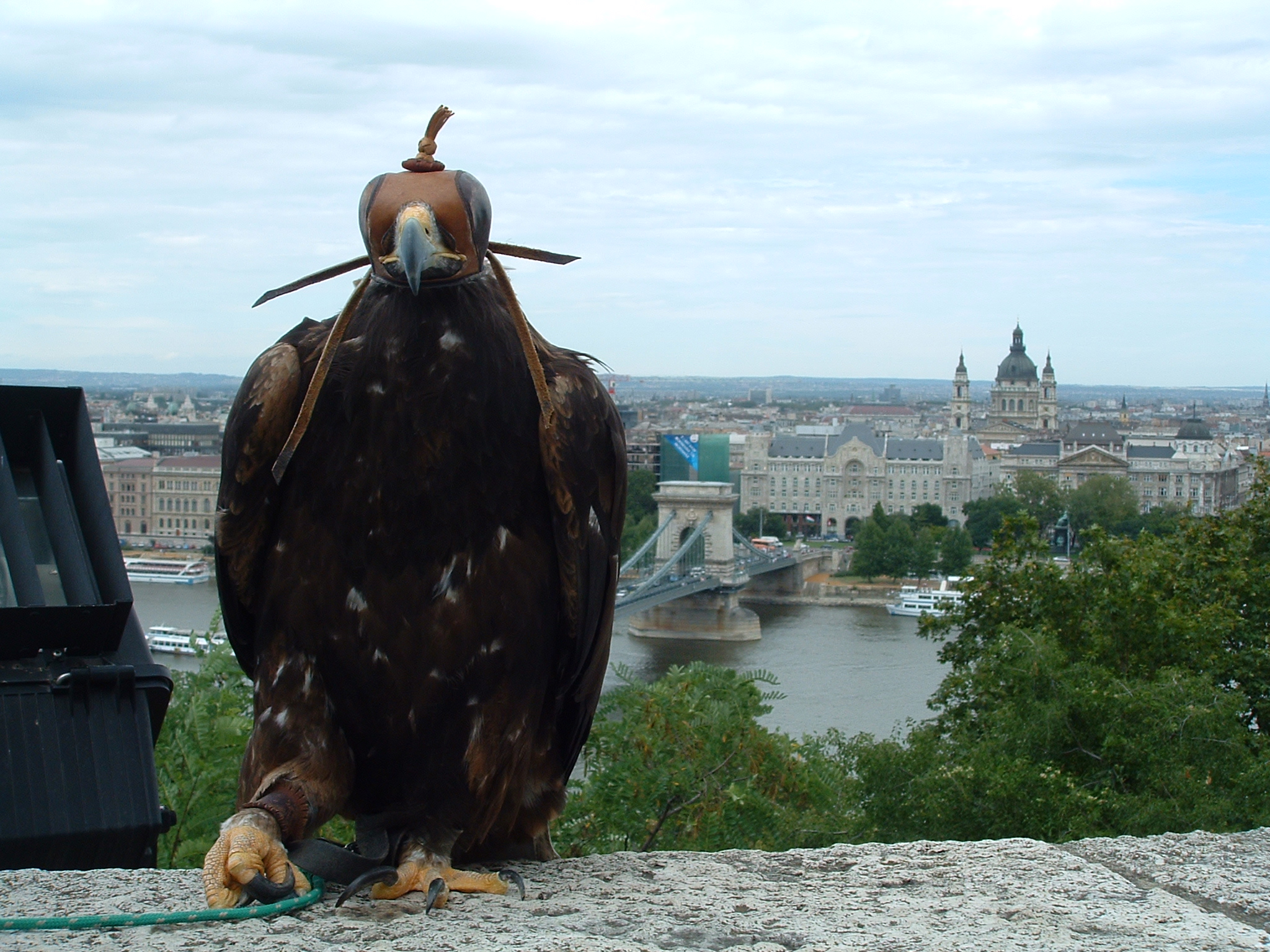
Orel s čepičkou
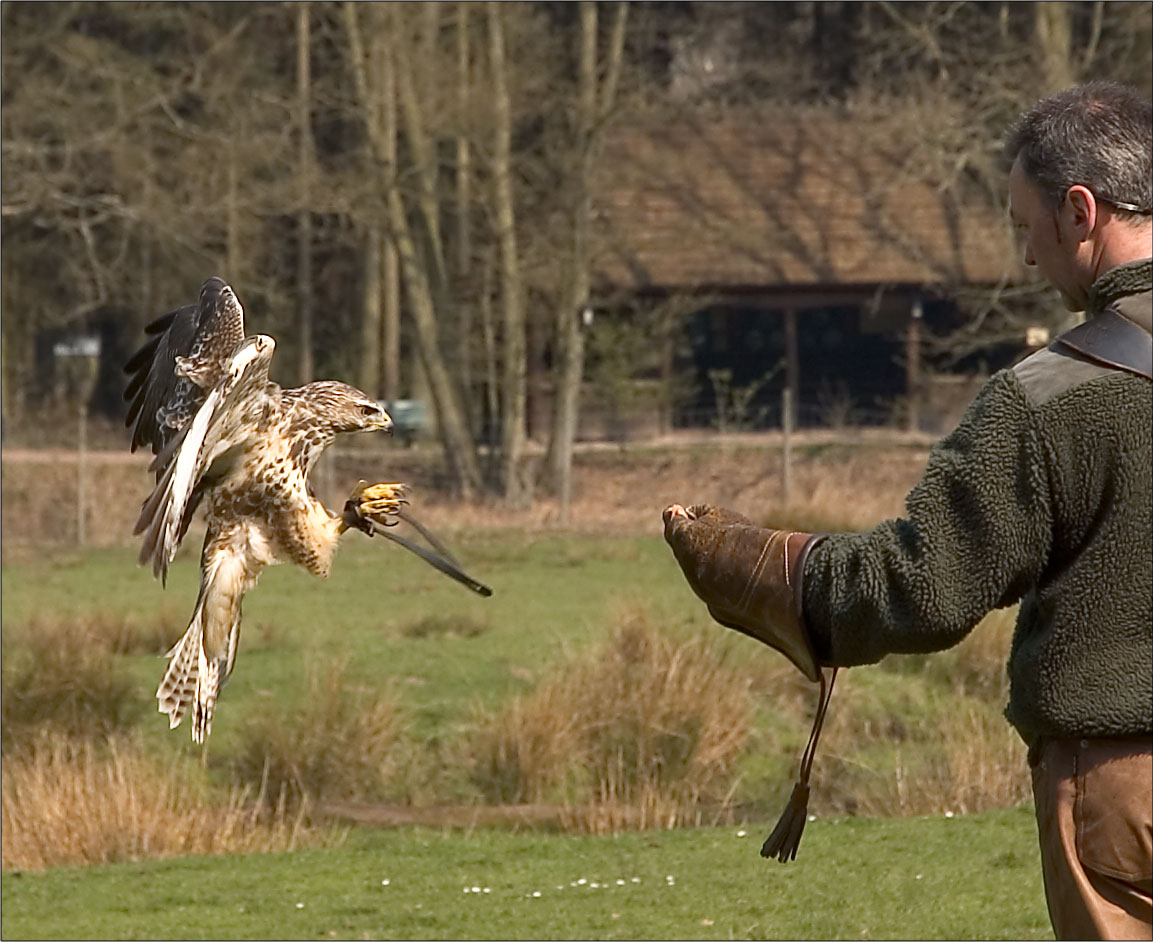
Káně při letu na rukavici

## Citáty
| „                       | Sokolnictví by mělo být povýšeno na umění, protože je to jediný oduševnělý způsob lovu, který svou povahou patří ke skutečnému umění. Lidé mohou čtyřnohého tvora ovládat násilím a jinými prostředky, zato ptáka, který krouží vysoko ve vzduchu, může zajmout a vycvičit jen lidský duch. Vítězství lidského ducha nad nejsvobodnějším ze zvířat, nad dravcem, který se po vypuštění na pěst vrátí i když to odporuje jeho přirozenosti, ne proto, že by pohrdal svobodou, která mu byla zdánlivě darována, ale proto, že se vrátit musí, přinucen géniem člověka, který ho drží neviditelným poutem... | “ |
| — Fridrich II. Štaufský | |   |